# Eoniphargus kojimai
Eoniphargus kojimai is een vlokreeftensoort uit de familie van de Mesogammaridae. De wetenschappelijke naam van de soort is voor het eerst geldig gepubliceerd in 1955 door Uéno.